# 布魯克維爾鎮區 (印地安納州富蘭克林縣)
布盧克維爾鎮區（英語：Brookville Township）是位於美國印地安納州富蘭克林縣的一個行政鎮區。

## 地方資料
根據2010年美國人口普查的數據，布盧克維爾鎮區的面積為173.80平方千米，當中陸地面積為166.50平方千米，而水域面積為7.30平方千米。當地共有人口5773人，而人口密度為每平方千米33.22人。